# Guillem I d'Anglaterra
Guillem I d'Anglaterra (anglès: William I; normand antic: Williame I; anglès antic: Willelm I; nascut cap al 1028 a Falaise i mort el 9 de setembre del 1087 a Roan), conegut habitualment com a Guillem el Conqueridor i ocasionalment com a Guillem el Bastard, fou el primer rei d'Anglaterra de la dinastia normanda entre el 1066 i la seva mort el 1087.
Descendent de Rol·ló, el 1035 esdevingué duc de Normandia. Es convertí en rei d'Anglaterra després de liderar-ne la conquesta l'any 1066, expulsant la dinastia saxona de Wessex i implantant la dinastia Normanda. La resta de la seva vida va estar marcada per lluites per consolidar el seu domini sobre Anglaterra i les seves terres continentals, i per les discrepàncies amb el seu fill gran, Robert Curthose, i l'amenaça d'invasions d'Anglaterra per part dels danesos.
Va morir el setembre de 1087 mentre dirigia una campanya al nord de França i va ser enterrat a Caen. El seu regnat a Anglaterra va estar marcat per la construcció de castells, l'assentament d'una nova noblesa normanda que controlava la terra i el canvi en la composició del clergat anglès. No va intentar integrar els seus diversos dominis en un sol imperi, sinó que va continuar administrant cada part per separat. Les seves terres es van dividir després de la seva mort: Normandia va ser per a Robert, i Anglaterra va anar al seu segon fill supervivent, Guillem Rufus.

## Biografia

### Primers anys
Va néixer al poble de Falaise l'any 1027, essent fill de Robert II de Normandia, duc de Normandia, i de la plebea Arlette de Falaise. El seu pare el nomenà hereu legítim i, abans d'anar de peregrinació a Terra Santa, obligà els seus homes a ser lleials a Guillem.
Robert va morir el 22 de juliol de 1035 a la ciutat de Nicea quan tenia vint-i-cinc anys, deixant a Guillem, de tan sols vuit anys, el Ducat de Normandia. Diversos senyors en van assumir la tutoria i el govern: primer Alan III de Bretanya (cosí del seu pare), però va morir i el va substituir Gilbert de Brion (un dels terratinents més poderosos de Normandia), que fou assassinat uns mesos després; després la responsabilitat va passar a Osbern el Senescal, que també fou assassinat; finalment Herluin de Conteville (espòs de la seva mare i pare de 5 dels seus germans), va ser el custodi fins al 1045, quan Guillem fou declarat major d'edat i pogué iniciar de manera efectiva el seu càrrec. El mateix Guillem en alguna ocasió va témer per la pròpia vida i va cercar refugi en el rei Enric I de França. Els seus principals enemics eren: Guiu de Borgonya, Jofré II Martell, comte d'Anjou, 
El 1051 va visitar el seu cosí Eduard el Confessor, rei d'Anglaterra, qui li va prometre la corona anglesa.
El 1052 es casà a la catedral de Notre-Dame d'Eu amb Matilde de Flandes, filla de Balduí V de Flandes, comte de Flandes, i d'Adela de França, comtessa de Corbie (filla del rei Robert II de França i neta d'Hug Capet), malgrat l'oposició del papa a causa del grau de parentiu que hi havia entre ells.
Guillem va haver de lluitar l'any següent contra la noblesa del seu ducat, que veien amb recel la seva pujança, als quals se'ls va unir l'arquebisbe de Rouen, Mauger. El febrer del 1054 el rei francès i els rebels normands van fer una doble invasió del ducat: Enric comandava la força principal atacant el comtat d'Évreux, mentre que els altres guiats pel germà del rei, Odó, envaïen per l'est. Guillem també va dividir les seves forces i va obtenir una victòria a la batalla de Mortemer, després de la qual va deposar l'arquebisbe. Enric va menar un altre atac l'any 1057 i fou derrotat pel duc a la batalla de Varaville.
Guillem va augmentar els seus territoris reclamant el comtat del Maine, quan el darrer comte, Herbert II va morir sense descendència masculina el 1062 però havent promès la seva filla al fill de Guillem. Després el duc va decidir expandir els seus dominis vers la Bretanya i va entrar en guerra contra Conan II.

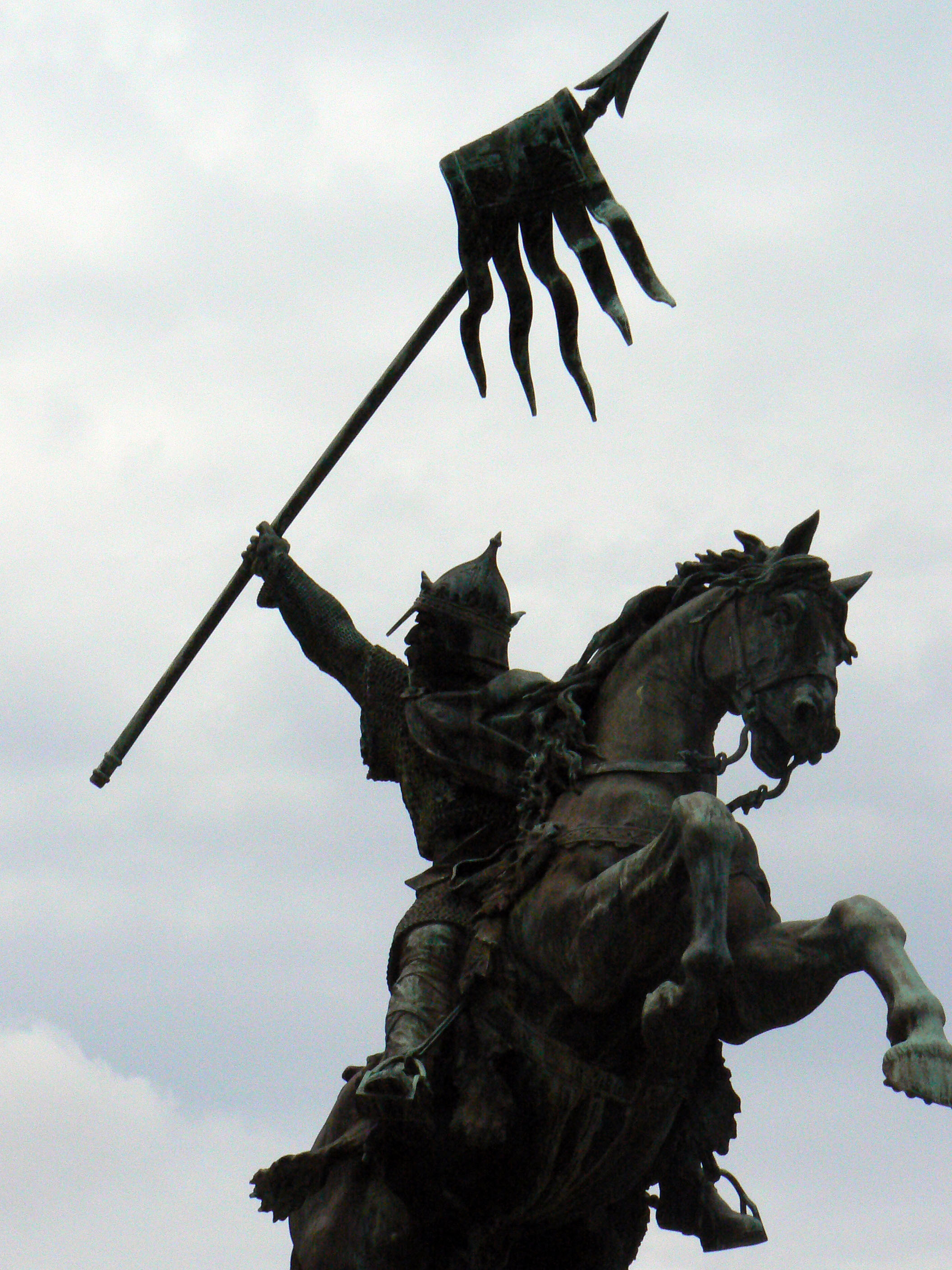
Estàtua de Guillem a la seva ciutat natal de Falaise

### La conquesta d'Anglaterra i la batalla de Hastings
El comte de Wessex Harold Godwinson, havia caigut en desgràcia per les maquinacions del seu pare contra el rei Eduard el Confessor; fugint d'Anglaterra va arribar a la costa normanda on el duc Guillem el va acollir i el va nomenar cavaller (cal tenir en compte que a Anglaterra no s'havien establert les lleis de cavalleria). Durant la seva estada a Normandia, Harold va ajudar el duc en la seva lluita contra Conan II de Bretanya. Guillem va prometre la seva filla al comte de Wessex, a canvi aquest li donaria el seu suport per reclamar el tron d'Anglaterra, i Guillem compartiria amb el seu gendre la meitat del regne.
A la mort d'Eduard el Confessor el 1066, Harold es postulà com a rei d'Anglaterra. En haver-hi diversos pretendents al tron, entre ells, Guillem de Normandia, el witenagemot (Consell Reial durant l'Anglaterra anglosaxona) va escollir Harold II com a nou monarca el dia 5 de gener del mateix any.
Quan Guillem es va assabentar de la traïció, envià una carta a Harold reclamant el tron. No obstant això, Harold va contestar que havia estat triat pel witenagemot i que conservaria el regne.
Durant l'estiu de 1066, i amb l'autorització del papa Alexandre II, Guillem va contractar mercenaris i manà construir una armada per preparar-se per envair Anglaterra. Fou llavors quan Tostig, un germà de Harold II, va prometre ajudar Guillem. Tostig viatjà a Noruega per parlar amb el seu cosí, Harald Hardade, rei d'aquell país (i un altre dels pretendents al tron anglès), sobre la invasió, la qual va tenir lloc pel nord. A Stamford Bridge el 24 de setembre de 1066 les tropes vikings van ser massacrades pels huscarls anglesos (dels qui es deia eren els combatents més resistents d'Europa). Es creu que això es va deure al fet que els guerrers escandinaus duien roba de pells; massa abrigats per aquell calorós dia d'estiu a Anglaterra. De les tres-centes naus escandinaves que van desembarcar, menys de vint-i-cinc van tornar a Noruega; també Hardade i Tostig van morir.
Finalment Guillem salpà cap a Anglaterra el 28 de setembre del mateix any. L'exèrcit normand estava format per tres mil membres de la cavalleria pesant i cinc mil d'infanteria, Harold II encapçalava dos mil cinc-cents huscarls i sis mil membres de la fyrd (milícia saxona). Els dos exèrcits s'enfrontaren el 14 d'octubre de l'any 1066 a prop de Hastings, protagonitzant una de les batalles més importants de l'edat mitjana; l'anomenada batalla de Hastings que fou representada en el Tapís de Bayeux.
La batalla durà tot el dia fins que finalment Harold II va morir a causa d'una fletxa que li travessà els ulls. Els normands havien vençut, i el duc de Normandia va rebre el nom que el distingiria: Guillem el Conqueridor. Fou coronat rei d'Anglaterra a l'abadia de Westminster per Ealdred, arquebisbe de York, el 24 de desembre de 1066.

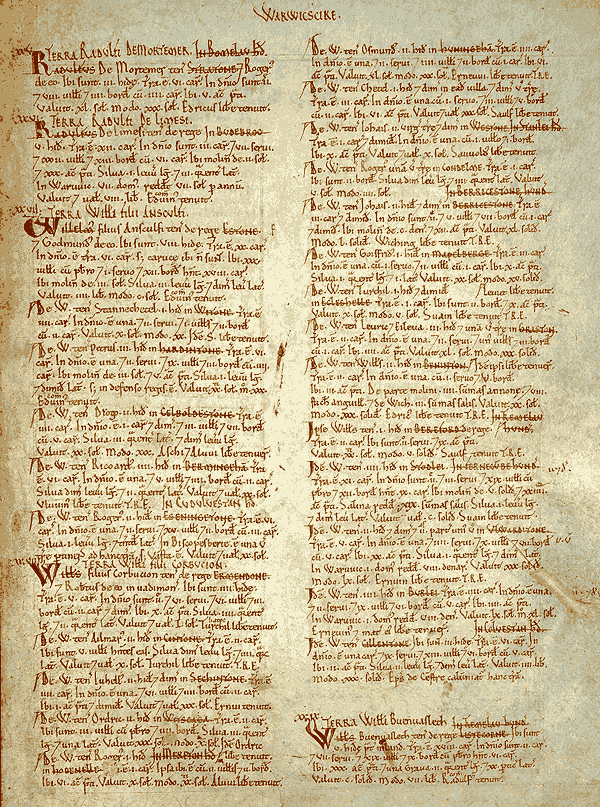
Pàgina del Llibre de Domesday

### Rei d'Anglaterra
Tot i que el sud es rendí ràpidament al domini normand, hi hagué una resistència continuada provinent bàsicament del nord durant set anys. Els rebels eren: Edwin de Mèrcia, Morcar de Northúmbria, el comte Gospatrick, Edgard Ætheling, als quals se'ls uní el rei Svend II de Dinamarca. Guillem va fer construir molts castells: a Warwick, York, Nottingham que van aconseguir neutralitzar els atacs. El Nadal del 1069 hi va haver una massacre, que va incloure la crema de poblacions.
El 1070 Guillem es va reunir amb tres legats papals enviats pel papa, que el van coronar cerimonialment a la cort. L'historiador David Bates veu aquesta coronació com el "segell d'aprovació" papal cerimonial a la conquesta. Aleshores es va fer una profunda reorganització a l'església anglesa, de manera que al final del procés només dos bisbes anglesos nadius van romandre al càrrec. Guillem el mateix any també va fundar l'Abadia Battle, un nou monestir a l'indret de la batalla de Hastings, per a recordar els morts. En un congrés a Lillebonne del 1080 va ser confirmat per a ser la màxima autoritat sobre l'església normanda.
Els fills il·legítims de Harold II intentaren conquerir el sud d'Anglaterra. Les revoltes tingueren lloc a la Marca de Gal·les i Stafford. L'última revolta seriosa fou l'anomenada Revolta dels comtes l'any 1075. Es calcula que una cinquena part de la població d'Anglaterra morí a causa de les guerres i la fam durant aquesta època.
Durant el seu regnat, Guillem I inicià canvis en profunditat a Anglaterra. El 1085, per esbrinar el grau de productivitat dels seus nous dominis i maximitzar impostos, Guillem comissionà el Llibre de Domesday, una revisió de la capacitat productiva d'Anglaterra similar a un cens modern. També ordenà la construcció de castells i fortaleses, entre elles la Torre de Londres i el Castell de Windsor, amb l'objectiu de controlar la població. També substituí l'anglès com a llengua de les classes dirigents i dels tràmits legals pel francès. Guillem I d'Anglaterra donà títols nobiliaris a normands, obligant a molts nobles anglosaxons a marxar a altres països europeus.

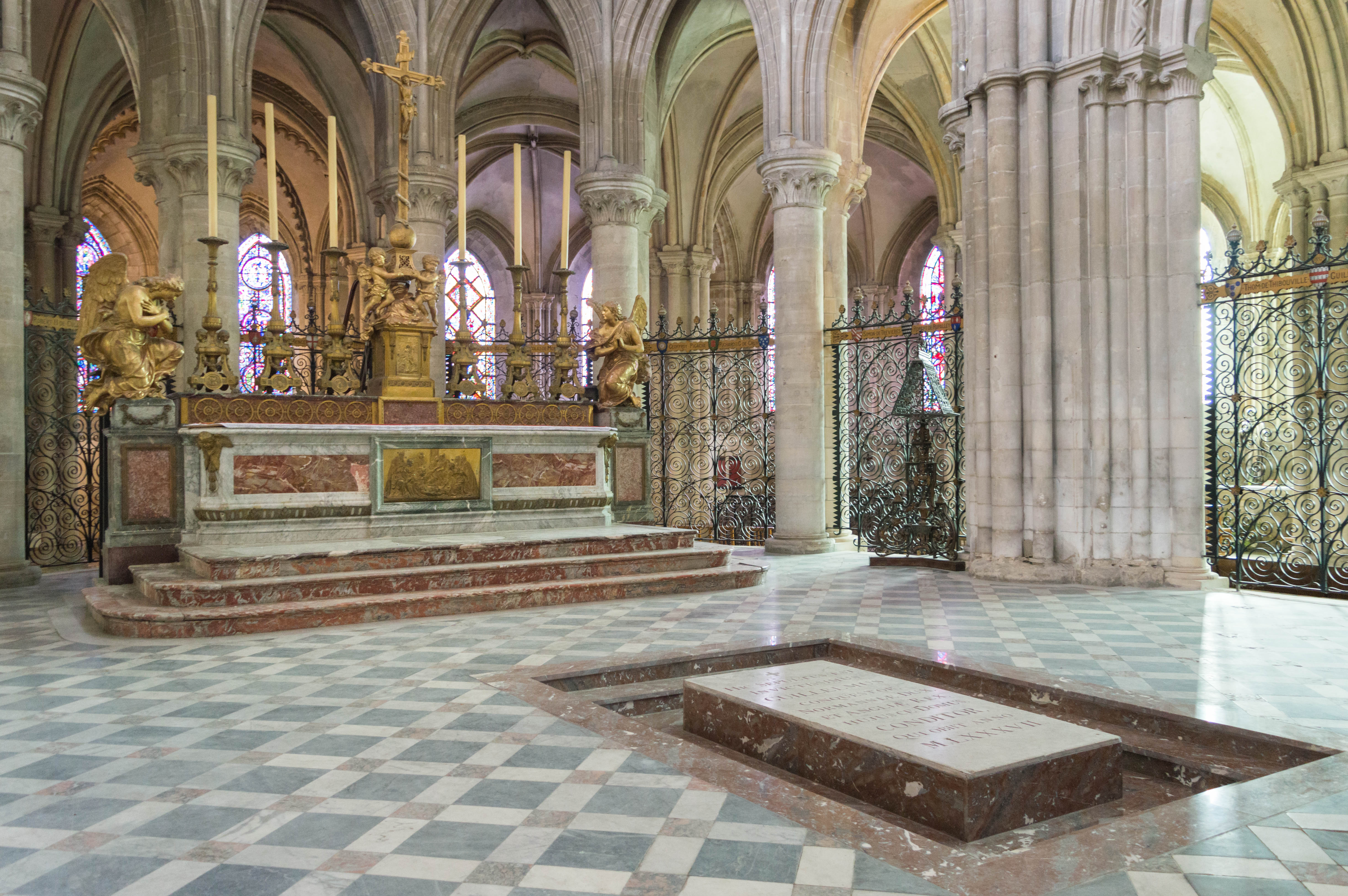
Tomba de Guillem I a Sant Étienne de Caen

Durant els últims anys de la seva vida va haver de patir amargues querelles familiars, però qui li donà el cop de gràcia fou el seu fill major, Robert (Robert III de Normandia), quan es rebel·là juntament amb la seva pròpia dona i reina d'Anglaterra, Matilde, contra ell després que se li negués el ducat de Normandia.
Guillem caigué del seu cavall durant la lluita, fet que va provocar la seva mort el 7 de setembre de 1087 prop a la població francesa de Rouen.
En el seu llit de mort Guillem acabà cedint els territoris als dos fills majors: Normandia per a Robert, i el seu fill Guillem (anomenat Guillem II el Roig) va heretar Anglaterra. Fou sepultat en l'Abadia de Sant Étienne de Caen, a Normandia, al costat de la seva esposa Matilde de Flandes.

## Família

### Avantpassats
|  |                            |  |  |  |  |  |  |  |  |  |  |  |  |  |  |  |
|  | 16. Guillem I de Normandia |  |  |  |  |  |  |  |  |  |  |  |  |  |  |  |
|  |                            |  |  |  |  |  |  |  |  |  |  |  |  |  |  |  |
|  |                            |  |  |  |  |  |  |  |  |  |  |  |  |  |  |  |
|  | 8. Ricard I de Normandia   |  |  |  |  |  |  |  |  |  |  |  |  |  |  |  |
|  |                            |  |  |  |  |  |  |  |  |  |  |  |  |  |  |  |
|  |                            |  |  |  |  |  |  |  |  |  |  |  |  |  |  |  |
|  | 17. Sprota                 |  |  |  |  |  |  |  |  |  |  |  |  |  |  |  |
|  |                            |  |  |  |  |  |  |  |  |  |  |  |  |  |  |  |
|  |                            |  |  |  |  |  |  |  |  |  |  |  |  |  |  |  |
|  | 4. Ricard II de Normandia  |  |  |  |  |  |  |  |  |  |  |  |  |  |  |  |
|  |                            |  |  |  |  |  |  |  |  |  |  |  |  |  |  |  |
|  |                            |  |  |  |  |  |  |  |  |  |  |  |  |  |  |  |
|  | 9. Gunnora                 |  |  |  |  |  |  |  |  |  |  |  |  |  |  |  |
|  |                            |  |  |  |  |  |  |  |  |  |  |  |  |  |  |  |
|  |                            |  |  |  |  |  |  |  |  |  |  |  |  |  |  |  |
|  | 2. Robert I de Normandia   |  |  |  |  |  |  |  |  |  |  |  |  |  |  |  |
|  |                            |  |  |  |  |  |  |  |  |  |  |  |  |  |  |  |
|  |                            |  |  |  |  |  |  |  |  |  |  |  |  |  |  |  |
|  | 10. Conan I de Bretanya    |  |  |  |  |  |  |  |  |  |  |  |  |  |  |  |
|  |                            |  |  |  |  |  |  |  |  |  |  |  |  |  |  |  |
|  |                            |  |  |  |  |  |  |  |  |  |  |  |  |  |  |  |
|  | 5. Judit de Bretanya       |  |  |  |  |  |  |  |  |  |  |  |  |  |  |  |
|  |                            |  |  |  |  |  |  |  |  |  |  |  |  |  |  |  |
|  |                            |  |  |  |  |  |  |  |  |  |  |  |  |  |  |  |
|  | 22. Jofré I d'Anjou        |  |  |  |  |  |  |  |  |  |  |  |  |  |  |  |
|  |                            |  |  |  |  |  |  |  |  |  |  |  |  |  |  |  |
|  |                            |  |  |  |  |  |  |  |  |  |  |  |  |  |  |  |
|  | 11. Ermengarda d'Anjou     |  |  |  |  |  |  |  |  |  |  |  |  |  |  |  |
|  |                            |  |  |  |  |  |  |  |  |  |  |  |  |  |  |  |
|  |                            |  |  |  |  |  |  |  |  |  |  |  |  |  |  |  |
|  | 23. Adela de Meaux         |  |  |  |  |  |  |  |  |  |  |  |  |  |  |  |
|  |                            |  |  |  |  |  |  |  |  |  |  |  |  |  |  |  |
|  |                            |  |  |  |  |  |  |  |  |  |  |  |  |  |  |  |
|  | 1. Guillem I d'Anglaterra  |  |  |  |  |  |  |  |  |  |  |  |  |  |  |  |
|  |                            |  |  |  |  |  |  |  |  |  |  |  |  |  |  |  |
|  |                            |  |  |  |  |  |  |  |  |  |  |  |  |  |  |  |
|  | 6. Fulbert de Falaise      |  |  |  |  |  |  |  |  |  |  |  |  |  |  |  |
|  |                            |  |  |  |  |  |  |  |  |  |  |  |  |  |  |  |
|  |                            |  |  |  |  |  |  |  |  |  |  |  |  |  |  |  |
|  | 3. Arlette de Falaise      |  |  |  |  |  |  |  |  |  |  |  |  |  |  |  |
|  |                            |  |  |  |  |  |  |  |  |  |  |  |  |  |  |  |
|  |                            |  |  |  |  |  |  |  |  |  |  |  |  |  |  |  |

### Núpcies i descendents
Guillem es va casar amb Matilde de Flandes l'any 1053, a la capella de Notre Dame a Eu (Normandia). El nombre de fills que van tenir és incert i varia segons les fonts, però sembla que estaria entre nou i dotze. Els nou fills en els que hi ha unanimitat són:
- Robert II de Normandia (1054-1134), heretà del seu pare el Ducat de Normandia.
- Ricard (vers 1055 – vers 1081), duc de Bernay, mort en accident de cacera a New Forest.
- Adeliza o Alícia (vers 1055 – vers 1065), promesa a Harold II d'Anglaterra.
- Cecília (vers 1056 - 1126), Abadessa de la Santa Trinitat, Caen.
- Guillem II «Rufus» (vers 1056 - 1100), heretà del seu pare el Regne d'Anglaterra.
- Àgata (vers 1064 - 1079), promesa a Alfons VI de Castella.
- Constança (vers 1066 - 1090), casada amb el duc Alain IV Fergent de Bretanya.
- Adela (vers 1067 - 1137), casada amb el comte Esteve II de Blois.
- Enric I «Beauclerc» (1068-1135), heretà el Regne d'Anglaterra a la mort del seu germà Guillem.

No hi ha indicacions que Guillem el Conqueridor hagués tingut fills il·legítims.